# Osella FA1F
Osella FA1F byl závodní automobil Formule 1 v letech 1984–1986.

## Popis
Osella FA1F těžila především ze spojení s Alfou Romeo, která nejenže dodala své osmiválcové motory, ale i starší šasi 183T. Začátek nebyl zrovna šťastný pro Ghinzaniho, který jen zázrakem přežil ohnivé peklo v Jižní Africe. Osella začala pracovat na úpravě šasi spolu s leteckou společností CMA ve městě Novara. Toto šasi bylo lehčí a rychlejší než původní Alfa Romeo. Ke Ghinzanimu přibyl Jo Gartner a s penězi od Milde Sorte byli schopní dosahovat na body.

## Technická data
- Model: Osella FA1F
- Rok výroby: 1984
- Země původu: Itálie
- Konstruktér: Guiseppe Petrotta
- Debut v F1: Grand Prix Brazílie 1984
- Motor: Alfa Romeo 890T
- V8 90°
- Objem: 1497 cc
- Vstřikování Marelli/Weber
- Palivový systém Marelli/Weber
- Palivo Agip
- Výkon: 680/10700 otáček
- Převodovka: Alfa / Hewland 5stupňová
- Pneumatiky: Pirelli
- Hmotnost: 557 kg

## Piloti
- Allen Berg
- Alex Caffi
- Christian Danner
- Jo Gartner
- Piercarlo Ghinzani

## Statistika
- 32 Grand Prix
- 0 vítězství – nejlépe 5. místo USA a Itálie 1984
- 0 pole positions
- 15 bodů
- 1 x podium

- Žlutě – vítězství / Modře – 2 místo / Červeně – 3 místo / Zeleně – bodoval

| Rok  | 1   | 2   | 3   | 4   | 5   | 6   | 7   | 8   | 9   | 10  | 11  | 12  | 13  | 14  | 15  | 16  | 17 | 18 | 19 |
| ---- | --- | --- | --- | --- | --- | --- | --- | --- | --- | --- | --- | --- | --- | --- | --- | --- | -- | -- | -- |
| 1984 | BRA | JAR | BEL | SMA | FRA | MON | KAN | DET | DAL | GB  | NĚM | RAK | HOL | ITA | EUR | POR | *  | *  | *  |
| 1985 | BRA | POR | SMA | MON | KAN | USA | FRA | GB  | NĚM | RAK | HOL | ITA | BEL | EUR | JAR | AUS | *  | *  | *  |
| 1986 | BRA | ŠPA | SMA | MON | BEL | KAN | USA | FRA | GB  | NĚM | HUN | RAK | ITA | POR | MEX | AUS | *  | *  | *  |